# Jeanne Lee
Pour les articles homonymes, voir Lee.
Jeanne Lee (New York, 29 janvier 1939-Tijuana, 25 octobre 2000) est une chanteuse de jazz. Elle est l'une des plus importantes représentantes du courant free jazz dans le domaine du jazz vocal. Son style unique, à la fois sensuel, sombre et sensible, fait appel autant à la réinterprétation de standards qu'à des formes libres d'improvisation vocale et de scat.

## Biographie

### Bard College
Elle devient chanteuse professionnelle après des études de danse au Bard College, achevées en 1961. La même année, elle enregistre avec un camarade du Bard College, Ran Blake, un album qui fera date dans l'histoire du jazz : The Newest Sound Around, où les deux musiciens donnent une interprétation totalement novatrice de standards aussi rabâchés que Summertime, Lover Man, Laura, Blue Monk…

### Années 1960
Pendant les années 1960-1970, elle enregistre avec les principaux musiciens d'avant-garde, dont  Ran Blake encore, sur des labels indépendants européens et américains : Birth, BYG Actuel, JCOA, ECM, Black Saint/Soul Note, Horo…
À partir de 1967, elle joue et enregistre régulièrement avec le musicien allemand Gunter Hampel (vibraphone, clarinette basse, flûte, saxophone soprano) qui deviendra son second mari. Ils auront un fils, Ruomi Lee-Hampel, et une fille, Cavana Lee-Hampel.

### Années 1970
Jeanne Lee enregistre et joue également avec Marion Brown, Archie Shepp, Anthony Braxton, Rahsaan Roland Kirk, Mal Waldron, Enrico Rava, Andrew Cyrille et John Cage. Elle participe à l'œuvre maîtresse de Carla Bley, Escalator over the Hill (1971). En 1976 elle représente la tradition musicale du Negro Spiritual dans Renga and Apartment Building 1776 de John Cage, composé pour le Bicentenaire des États-Unis d'Amérique.

### Années 1980 et 1990
Avec Bobby McFerrin, Urszula Dudziak, Lauren Newton et Jay Clayton (musicien) , elle participe au « Vocal Summit » qui effectuera une tournée européenne entre 1982 et 1984. En France, elle participe notamment à l'album Deep Feelings de l'Orchestre National de Jazz de Didier Levallet avec lequel elle effectue une tournée pendant l'été 2000.
Elle meurt d'un cancer en octobre 2000 à Tijuana, au Mexique.

## Enregistrements

### Albums solo et petites formations
- The Newest Sound Around (1962, avec Ran Blake
- Free standards (1966, avec et sous le nom de Ran Blake) édité en 1995
- 1971  : Scheiße ’71[1] che Black Truffle[2],[3]
- Spirits (1972, avec Gunter Hampel et Perry Robinson)
- Familie (1972, avec Gunter Hampel et Anthony Braxton)
- Town Hall 1972 (1972, avec Anthony Braxton)
- Conspiracy[4] (1974, premier album solo, avec Gunter Hampel, Sam Rivers, Jack Gregg, entre autres)
- Oasis (1978, avec Gunter Hampel)
- Nuba (1979, avec Andrew Cyrille et Jimmy Lyons)
- Freedom of the Universe (1979, avec Gunter Hampel)
- Don't Freeze Yourself to Death Over There in Those Mountains (1984, avec Denis Charles)
- You Stepped Out of a Cloud (1989, avec et sous le nom de Ran Blake)
- Natural Affinities (1992, deuxième album solo, avec Dave Holland, Gunter Hampel, Amina Claudine Myers, entre autres)
- Here and Now (1993, avec David Eyges)
- After Hours (1994, avec Mal Waldron)
- Travellin' In Soul-Time (1995, avec Mal Waldron et Toru Tenda)
- White Road Black Rain (1995, avec Mal Waldron et Toru Tenda)
- Duo (1996, avec Gunter Hampel)

### Grands ensembles
- Marion Brown – In Sommerhausen (1969)
- Archie Shepp – Blase (1969)
- Gunter Hampel – People Symphony (1970)
- Marion Brown – Afternoon of a Georgia Faun (ECM, 1970)
- Carla Bley – Escalator over the Hill (1971)
- Vocal Summit – Sorrow is not Forever – Love Is (1972)
- Enrico Rava – Pupa o Crisalide (1973)
- Enrico Rava – Quotation Marks (1973)
- Andrew Cyrille – Celebration (1975)
- Marcello Melis – Free To Dance (1978)
- Bob Moses – Home in Motion (1979, Ra-Kalam Records, 2012)
- Gunter Hampel Big Band Vol. 1 – Cavana (1981)
- Gunter Hampel Big Band Vol. 2 – Generator (1981)
- Bob Moses – When Elephants Dream of Music (1982)
- Archie Shepp – African Moods (1984)
- Bob Moses – Wheels of Colored Light (1992)
- Jane Bunnett – The Water is Wide (1993)
- Mal Waldron – Soul Eyes (1997)
- Orchestre National de Jazz – Deep Feelings (2000)

## Études critiques
Eric Porter, Jeanne Lee’s Voice. Studies in Improvisation / Études critiques en improvisation, Vol 2, no 1 (2006), S. 1–14.